# Закирова, Наталия Николаевна
Наталия Николаевна Заки́рова (19 октября 1956, Саранск, Мордовская АССР) — российский литературовед, краевед, критик, автор стихов и сценариев, доцент кафедры русского языка и литературы ГГПИ им. Короленко, Заслуженный деятель науки Удмуртской Республики (2008), член Союза писателей Удмуртской Республики, председатель Глазовского отделения Общества русской культуры Удмуртии.

## Биография
Отец — Николай Павлович Макушин (1925—1982), фронтовик. После войны окончил исторический факультет (1949 г.) Московского пединститута имени В. И. Ленина, в 1953 году в Академии наук СССР защитил кандидатскую диссертацию «Поселения и жилища мордвы-эрзи Мордовской АССР». В Глазовском пединституте работал более десяти лет: с 1970 по 1981 г. доцентом, старшим научным сотрудником, 2 года заведовал кафедрой. Был награждён значком «Отличник народного просвещения» (1976). Мать — Юлия Ивановна Макушина (Глухова) (1925—1977), выпускница Куйбышевского пединститута, работала учителем русского языка и литературы в школах и сузах Кустаная, Троицка, Глазова, преподавателем литературы в ГГПИ.
Среднее образование получала в школах городов Кустанай и Троицк Челябинской области, с 1970 г. училась и окончила школу № 2 г. Глазова. Окончила с отличием факультет русского языка и литературы ГГПИ им. В. Г. Короленко (г. Глазов). В период обучения (1974—1978) получала стипендии им. В. Г. Короленко и В. И. Ленина. В годы учёбы прошла школу научно-исследовательского поиска под руководством профессора А. Г. Татаринцева.

## Научная и педагогическая деятельность
После окончания института осталась работать ассистентом кафедры литературы ГГПИ.
С 1985 года обучалась в аспирантуре при кафедре русской литературы МГПИ им. В. И. Ленина (г. Москва), в 1989 году защитила кандидатскую диссертацию по теме «В. Г. Короленко и литературное народничество: 1870—1880-е годы» (научный руководитель — доктор филологических наук, профессор М. Т. Пинаев).
Доцент, с 2012 года — профессор кафедры русского и удмуртского языков, литературы и методики преподавания. В 1995—1999 годах — декан филологического факультета ГГПИ.
Руководитель научной школы короленковедения, Центра по изучению жизни и творчества писателя в ГГПИ, автор учебных пособий и монографий. Автор проекта и научный редактор издания произведений В. Г. Короленко о Глазове на русском и удмуртском языках.
Участница международных книгоиздательских проектов о жизни и творчестве В. Г. Короленко. Организатор Короленковских чтений (1979—2013 гг.). Редактор издания «Наука, просвещение, искусство провинции в социокультурном пространстве»: Девятые Короленковские чтения: материалы Международной научно-практической конференции, посвящённой 160-летнему юбилею В. Г. Короленко (Глазов, 2013. — 283 с.)

## Публикации
Опубликовала около 300 научных статей, посвященных проблемам биографии, мировоззрения и творчества В. Г. Короленко, М. Е. Салтыкова-Щедрина, А. И. Герцена, А. С. Пушкина, А. С. Грибоедова, Г. И. Успенского, Н. Н. Златовратского, З. Н. Гиппиус, О. Л. Книпер-Чеховой, А. П. Чехова, А.Грина, Н. А. Добролюбова и др. русских писателей, а также литературному краеведению и методике его преподавания в вузе и школе, теории и истории литературы.
Значительное количество публикаций посвящено В. Г. Короленко, в том числе:
- Короленковедение в Глазовском педагогическом институте. Глазов, 2002. 30 с.
- Этюды о жизни и творчестве В. Г. Короленко: К 130-летию ссылки В. Г. Короленко в г. Глазов: монография / Н. Н. Гущина-Закирова, А. В. Труханенко. Соавт.: А. В. Труханенко. Львов: Сполом 2009. 268 с.
- Горизонты короленковедения: коллективная монография / Н. Н. Закирова, В. В. Захаров, А. Ю. Мусихина, С. И. Софронова; под ред. Н. Н. Закировой. Глазов, ООО «Глазовская типография» 2011. 204 с.
- В мире Короленко: коллективная монография / Н. Н. Закирова, С. Л. Скопкарёва, А. В. Труханенко; под ред. А. В. Труханенко. — Львов: Сполом 2012. 238 с.
- Глазовский период в жизни В. Короленко: опыт реконструкции страниц биографии писателя// Иднакар: методы историко-культурной реконструкции: Научный журнал. Ижевск, 2012. № 1 (14). С.37-51. ISSN 1994-0599
- Поэт Владимир Короленко: монография / Под общей редакцией А. В. Труханенко. Соавт.: А. В. Труханенко. Львов: Сполом 2013. 132 с.
- В. Г. Короленко и русская литература семинарий (учебно-методическое пособие). Глазов, ООО «Глазовская типография», 2010. 184 с.
- Наше культурное достояние: эл. учеб. пособие. Глазов, ООО «Глазовская типография», 2014. 368 с.
- В. Г. Короленко в литературно-общественном движении 1870—1880-х годов: Учебное пособие к спецкурсу. Глазов, 1992. 93 с.
- В. Г. Короленко и литературное народничество // Литературный процесс и творческая индивидуальность писателя: Сб. научн. трудов. Орск, 1996. С.32-39.
- «Жить густо и смело». Александр Грин в контексте эпохи. Саарбрюккен: LAMBERT Academic Publishing / Member of the German PEN Centre’s friends’ association, 2014. 55 с. ISBN 978-3-659-58526-5 (соавт. Семибратов В. К.)
- Экогуманизм В. Г. Короленко // Экогуманизм В. Г. Короленко: монографія.=Екогуманізм В. Г. Короленка: монорафія // О.Труханенко, Л. Ольховська, О. Іванова, Н. Закірова, С. Скопкарёва; [заг. ред. О. В. Труханенка]. — Львів : СПОЛОМ, 2015. — 168 с. — Текст: рос. — ISBN 978-966-919-038-3
- Закирова Н. Н. ЗНАЧЕНИЕ ФУНДАМЕНТАЛЬНЫХ ИССЛЕДОВАНИЙ ПО КОРОЛЕНКОВЕДЕНИЮ В ФОРМИРОВАНИИ ИНТЕЛЛЕКТУАЛЬНОЙ СОБСТВЕННОСТИ ГЛАЗОВСКОГО ПЕДИНСТИТУТА ИМЕНИ В. Г. КОРОЛЕНКО // Фундаментальные исследования. — 2012. — № 11-6. — С. 1514—1520;
- Закирова Н. Н. Этюды об экогуманизме В. Г. Короленко / Н. Н. Закирова ; [редактор А. Н. Торопцева]. – Москва : Наука, 2022. – 239 с.

## Награждения
- Лауреат Девятых Петряевских чтений (2009)
- Лауреат премии Короленковских чтений (2013)
- Почётный работник высшего профессионального образования Российской Федерации
- Медаль к 300-летию М. В. Ломоносова
- Грамота МОиН Удмуртской Республики за достижения в области науки
- Грамота Общества русской культуры Украины за участие в научном книгоиздательском проекте «В мире Короленко»(Львов, 2013).
- Диплом IV Межрегионального фестиваля-конкурса «Книга года на родине П. И. Чайковского»-2023 за книгу "Этюды об экогуманизме В. Г. Короленко" / Н. Н. Закирова ; [редактор А. Н. Торопцева]. – Москва : Наука, 2022. – 239 с. Номинация «Лучшее учебное, научное, научно-популярное издание»
- Занесена на Доску почета города Глазова Удмуртской Республики (апрель 2023)